# Rimae Theaetetus
Rimae Theaetetus – grupa rowów  na powierzchni Księżyca o średnicy około 50 km. Znajduje się na wschodnim brzegu Mare Imbrium, na współrzędnych selenograficznych ☾ 33,0°N 6,0°E/33,000000 6,000000. Nazwa tego systemu kanałów została nadana w 1964 roku przez Międzynarodową Unię Astronomiczną i pochodzi od pobliskiego krateru Theaetetus.